# His Wife's Child

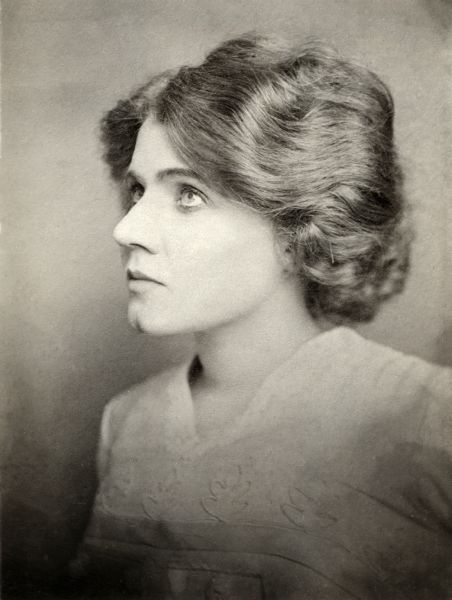
O filme estrelou Florence Lawrence.

His Wife's Child é um curto filme de drama mudo norte-americano de 1913. O filme estrelou Earle Foxe, Florence Lawrence e Matt Moore.

## Elenco
- Florence Lawrence
- Matt Moore
- Earle Foxe
- Charles Craig
- Jack Newton
- Leonora von Ottinger
- Percy Standing
- Jane Carter